# Grå ögontröst
Grå ögontröst (Euphrasia nemorosa) är en växtart i familjen snyltrotsväxter.